# Heinz Fengler
Heinz Fengler (* 31. März 1923 in Oranienburg; † 14. März 1999 in Berlin) war ein deutscher Numismatiker.

## Leben
Heinz Fengler war Ökonom und stieg bis zum Verwaltungsdirektor der Staatlichen Museen in Ostberlin auf. Daneben betätigte er sich numismatisch und wurde Vorsitzender des „Zentralen Fachausschusses Numismatik im Kulturbund der DDR“. 1973 wurde er als Nachfolger von Arthur Suhle Direktor des Berliner Münzkabinetts. Hinter seiner Ernennung steckte die museumspolitische Überlegung, das bisher SED-freie Münzkabinett – eine der bedeutendsten Sammlungen ihrer Art weltweit – stärker zu kontrollieren. Fengler führte das Museum jedoch als relativ freies Museum und Wissenschaftsinstitut. Er war im Münzkabinett für die Papiergeldsammlung zuständig und begann hier mit dem Aufbau einer Sammlung von Aktien und Wertpapieren als neuem Sammelgebiet. 1988 trat Fengler in den Ruhestand, sein Nachfolger wurde Wolfgang Steguweit.

## Schriften (Auswahl)
- Der Staatshaushalt der Deutschen Demokratischen Republik. Fragen der Planung, Durchführung und Kontrolle. Verlag Die Wirtschaft, Berlin 1953.
- Die Ansammlung und Verwendung von Rücklagen in der Haushaltswirtschaft der Deutschen Demokratischen Republik. Hochschule für Ökonomie, Berlin, Dissertation vom 20. Mai 1961.
- mit Gerhard Gierow und Willy Unger: Transpress-Lexikon Numismatik. Transpress, Berlin 1976. (3., bearbeitete und erweiterte Auflage. 1982)
- Die Entwicklung der deutschen Geldscheine (= Kleine Schriften des Münzkabinetts Berlin. Heft 3). Staatliche Museen, Berlin 1976.
- Geschichte der deutschen Notenbanken vor Einführung der Mark-Währung. Gietl, Regenstauf 1992, ISBN 3-924861-05-6.